# Đánh trống ngực
Đánh trống ngực là những bất thường về nhận thức của nhịp tim đặc trưng bởi nhận thức của cơ tim co thắt trong lồng ngực, đó là tiếp tục đặc trưng bởi tiếng đập đanh, mạnh, nhanh chóng và/hoặc bất thường của tim. Đó là cả một triệu chứng được bệnh nhân và chẩn đoán y tế ghi lại.
Các triệu chứng bao gồm nhịp đập nhanh, nhịp tim nhanh bất thường hoặc không đều. Đánh trống ngực là một triệu chứng cảm giác và thường được mô tả là một nhịp bị bỏ qua, rung nhanh trong ngực, cảm giác đập mạnh ở ngực hoặc cổ, hoặc lật trong ngực.
Đánh trống ngực có thể liên quan đến lo lắng và không nhất thiết chỉ ra sự bất thường về cấu trúc hoặc chức năng của tim, nhưng nó có thể là một triệu chứng phát sinh từ nhịp tim khách quan nhanh hoặc không đều. Đánh trống ngực có thể không liên tục và tần số và thời lượng thay đổi, hoặc liên tục. Các triệu chứng liên quan bao gồm chóng mặt, khó thở, đổ mồ hôi, đau đầu và đau ngực.
Đánh trống ngực có thể liên quan đến bệnh tim mạch vành, cường giáp, các bệnh ảnh hưởng đến cơ tim như bệnh cơ tim phì đại, bệnh gây ra oxy máu thấp như hen suyễn và khí phế thũng; phẫu thuật ngực trước đó; bệnh thận; mất máu và đau đớn; các loại thuốc như thuốc chống trầm cảm, statin, rượu, nicotine, caffeine, cocaine và amphetamine; mất cân bằng điện giải magiê, kali và calci; và sự thiếu hụt các chất dinh dưỡng như taurine, arginine và sắt.

## Dấu hiệu và triệu chứng
Ba mô tả phổ biến của đánh trống ngực là "lật" (hoặc "dừng và bắt đầu lại"), thường được gây ra bởi sự co thắt sớm của tâm nhĩ hoặc tâm thất, với "dừng" nhận thấy từ sự tạm dừng sau cơn co thắt và "bắt đầu" từ sự co thắt mạnh mẽ sau đó; "rung trong lồng ngực" nhanh chóng, với "rung" thường xuyên gợi ý rối loạn nhịp thất hoặc thất (bao gồm nhịp nhanh xoang) và "rung" bất thường gợi ý rung tâm nhĩ, rung tâm nhĩ hoặc nhịp nhanh; và "đập vào cổ" hoặc xung cổ, thường là do sóng cannon A trong tĩnh mạch cảnh, xung xảy ra khi tâm nhĩ phải co lại với van ba lá kín.